# Armidale Dumaresq

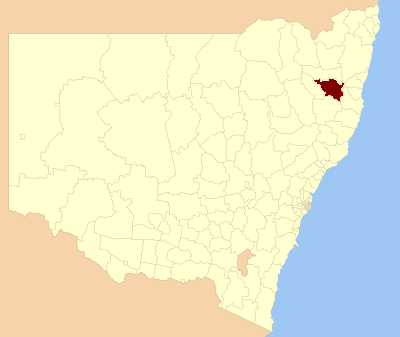
Położenie obszaru na mapie Nowej Południowej Walii

Armidale Dumaresq (Council) – obszar samorządu terytorialnego w północnej części australijskiego stanu Nowa Południowa Walia, powstały w roku 2000 w wyniku połączenia miasta Armidale z sąsiadującym z nim hrabstwem Dumaresq. Oprócz Armidale - które jest jedynym miastem i zarazem ośrodkiem administracyjnym obszaru - w jego skład wchodzą wsie Kellys Plains, Dangarsleigh, Wollomombi i Hillgrove. Powierzchnia obszaru wynosi 4235 km², a ludność 23 368 osób (2006). 

## Galeria

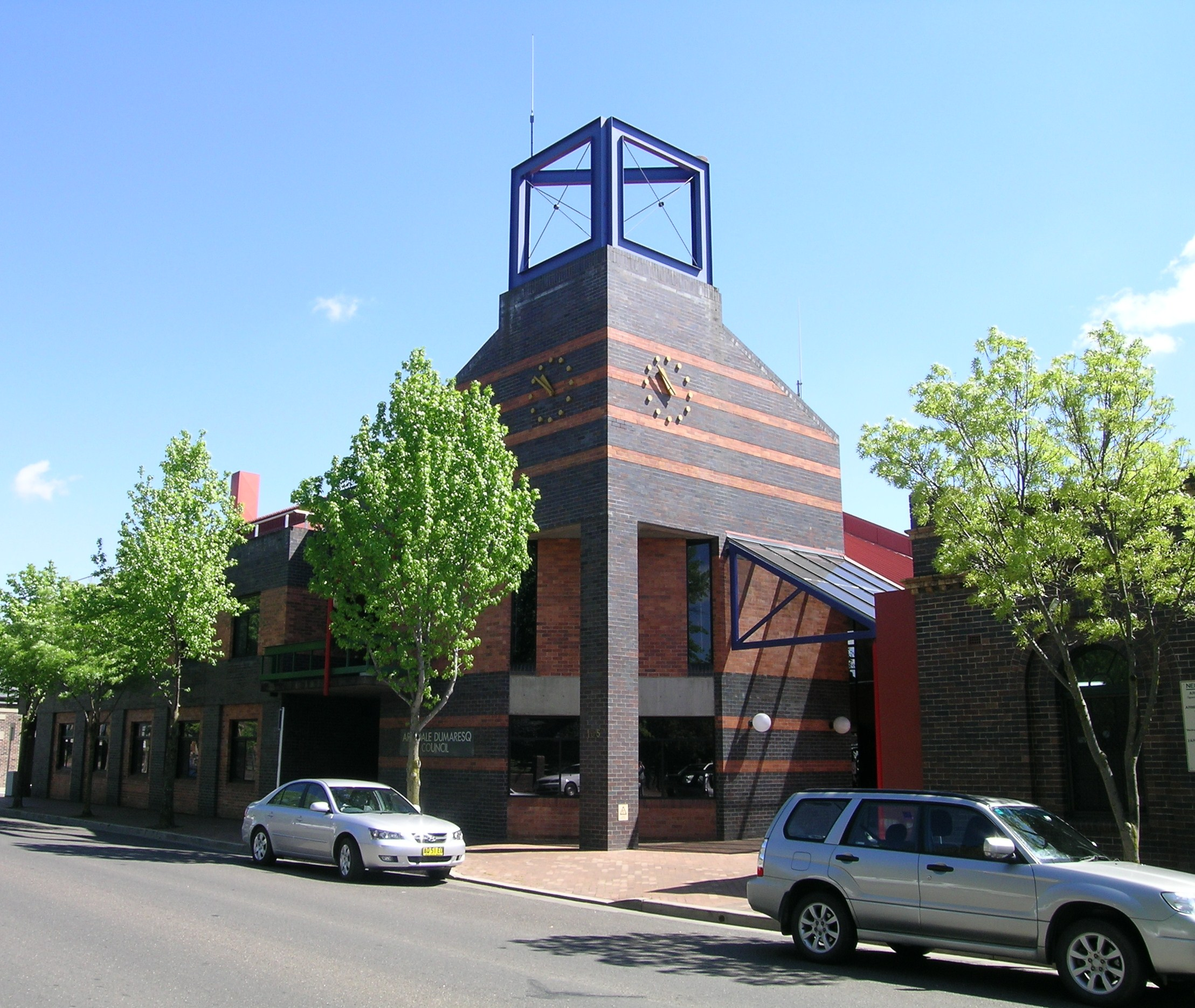
Budynek władz samorządowych
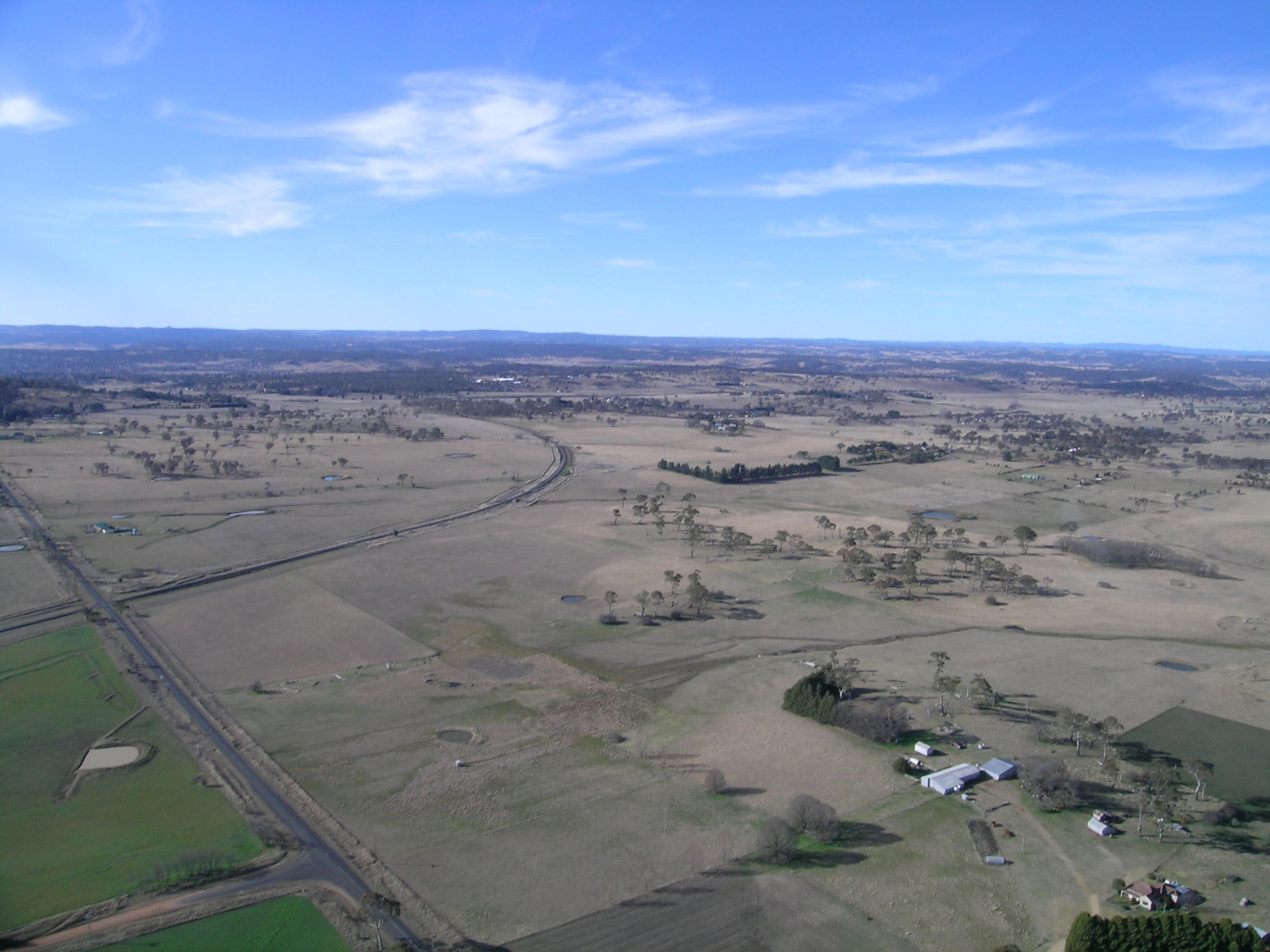
Widok na wioskę Kellys Plains
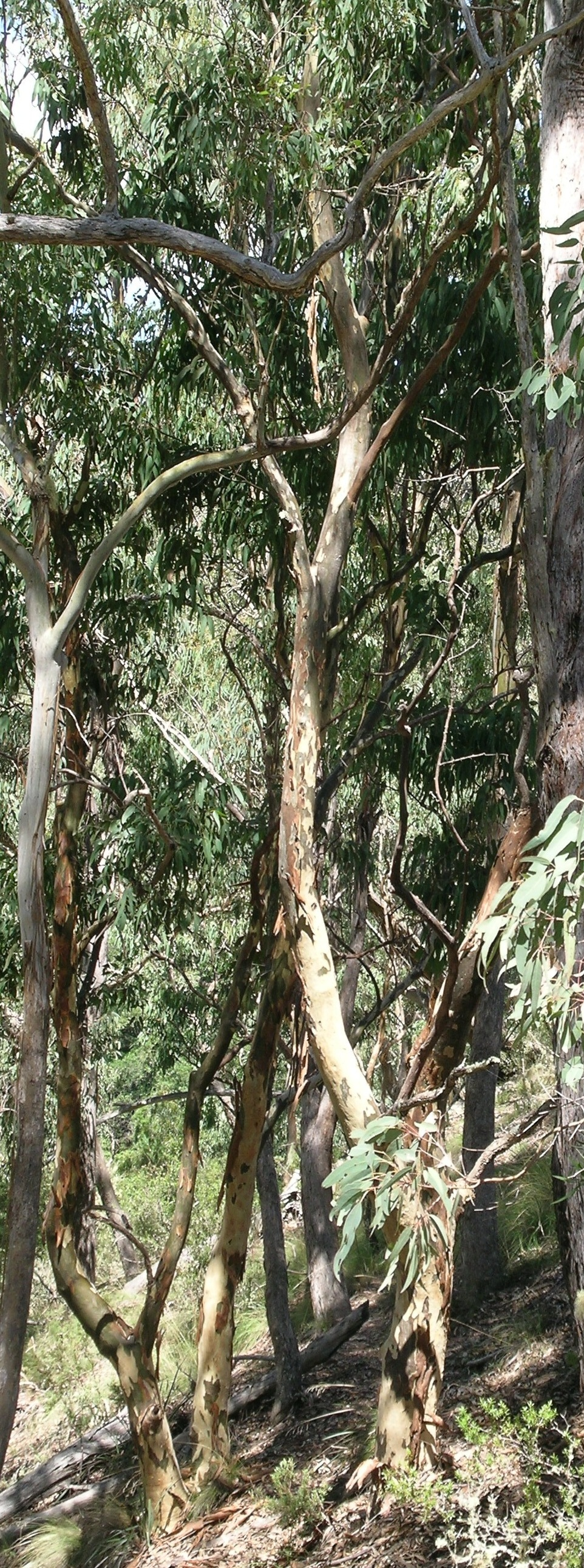
Egzemplarz rzadkiej rośliny Eucalyptus michaeliana w wiosce Hillgrove
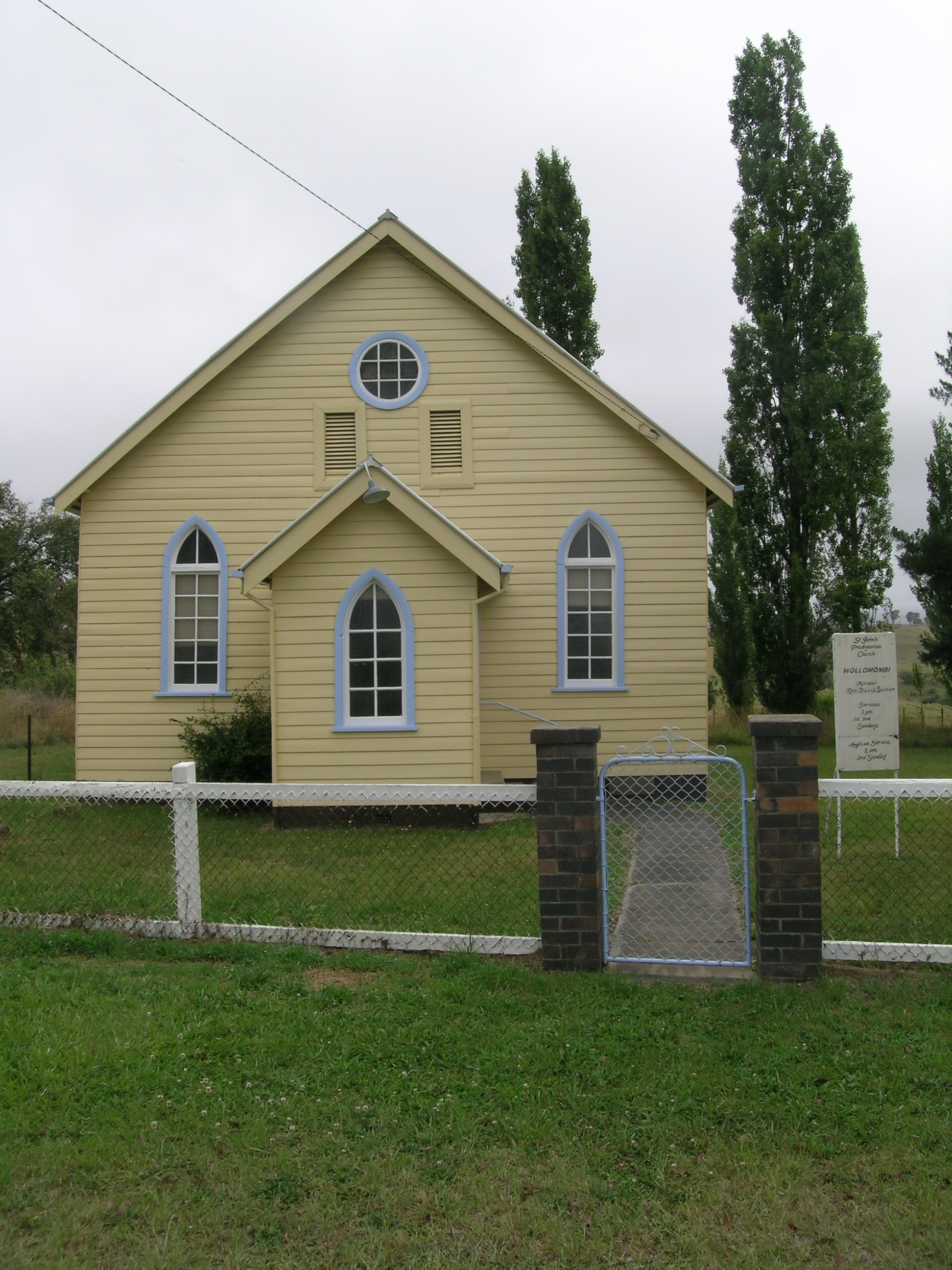
Kościół św. Jana we wsi Wollomombi